# مخطوطة ليننغراد

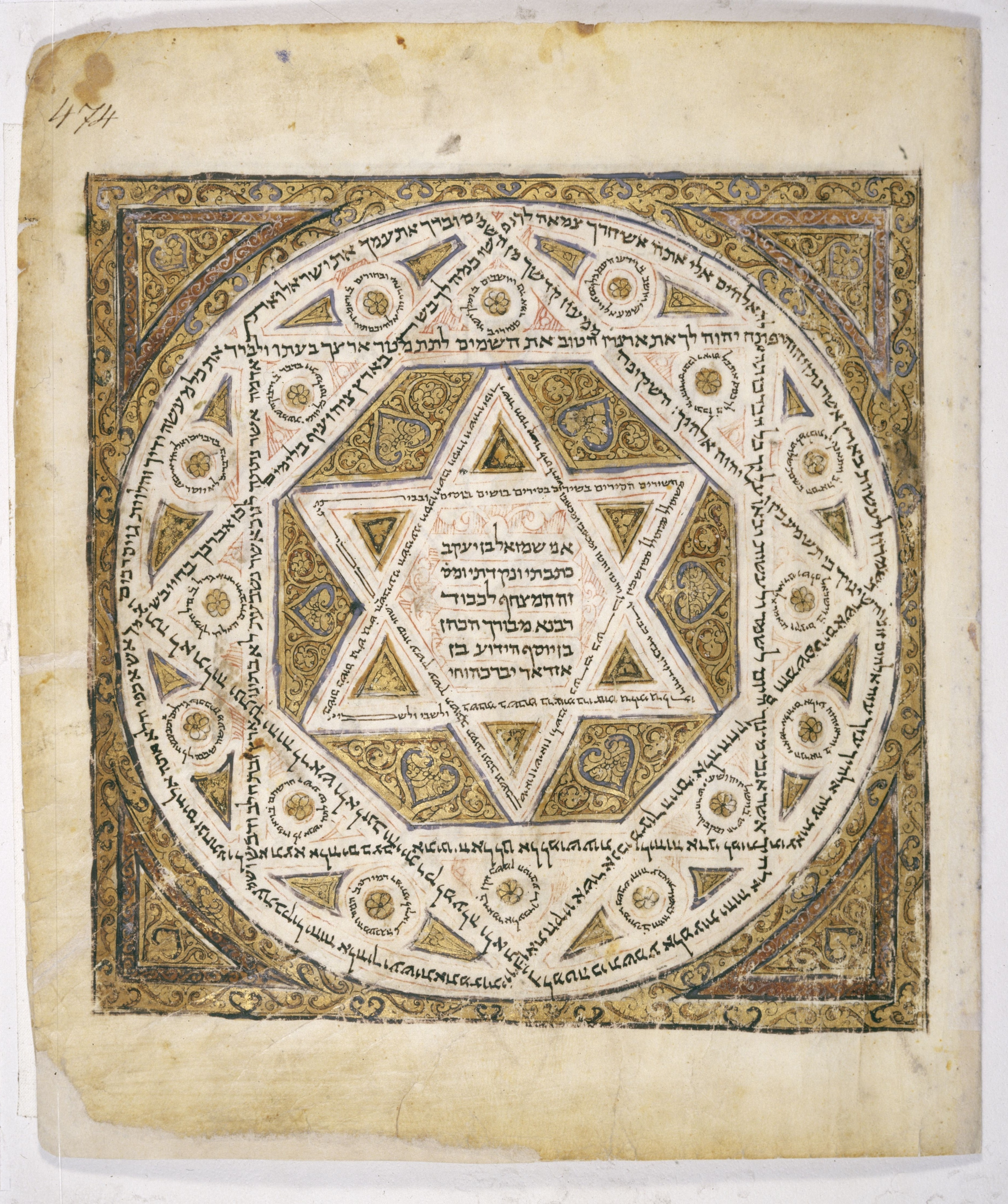
مخطوطة ليننغراد

مخطوطة ليننغراد (Leningrad Codex): وهي أقدم وأتمُّ مخطوطة للعهد القديم، تؤرخ لعام 1008 للميلاد، أي بعد ألف عام تقريبا على كتابة مخطوطات البحر الميِّت. وكُتبت هذه المخطوطة بالاعتماد على النص الماسوري للعهد القديم.